# James M. McPherson
Pour les articles homonymes, voir James McPherson et McPherson.
James M. McPherson (11 octobre 1936) est un historien américain qui a écrit de nombreux ouvrages sur l'histoire des États-Unis dans la seconde moitié du XIXe siècle en général et sur la guerre de Sécession en particulier. Il a été professeur à l'université de Princeton.
Battle Cry of Freedom, livre fondamental sur le sujet, est salué dès sa parution en 1988 et reçoit le prix Pulitzer 1989 dans la catégorie histoire.
Il est élu membre de l'American Antiquarian Society en 1989.